# Placé
Placé – miejscowość i gmina we Francji, w regionie Kraj Loary, w departamencie Mayenne.
Według danych na rok 1990 gminę zamieszkiwało 309 osób, a gęstość zaludnienia wynosiła 12 osób/km² (wśród 1504 gmin Kraju Loary Placé plasuje się na 977. miejscu pod względem liczby ludności, natomiast pod względem powierzchni na miejscu 383.).